# Йозеф Берхтольд
Йозеф Берхтольд (нім. Joseph Berchtold; 6 березня 1897, Інгольштадт — 23 серпня 1962, Герршинг) — державний і політичний діяч нацистської Німеччини. Фактично — перший керівник СС, другий Рейхсфюрер СС (1 листопада 1926 — 1 березня 1927). Обергруппенфюрер СА (30 січня 1942).

## Біографія

### Раннє життя
Народився в баварському місті Інгольштадт 6 березня 1897 року. Навчався в одній з мюнхенських шкіл у період з 1903 по 1915 роки. Під час Першої світової війни служив у Королівській Баварській армії, отримав звання другого лейтенанта. Після війни навчався на економіста в Мюнхенському університеті, паралельно працював журналістом.
У 1920 році вступив в Німецьку робітничу партію. Працював скарбником партії, поки не пішов у відставку в кінці липня 1921 року. Працював журналістом у «Фелькішер Беобахтер».

### Кар'єра в СА
Після повернення в партію, в 1922 році Берхтольд вступив в СА. У 1923 році після того, як один із засновників СА і сподвижник Ернста Рема капітан Герман Ергард відмовився далі очолювати створену ним структуру «Штабсвахе» («штабна охорона»), що мала на меті охорону Гітлера, той вирішив створити нову структуру - «Штосструпп» (ударний загін), незалежну від Рема і СА. Нова охоронна структура отримала назву «Адольф Гітлер». Очолити її був запрошений Йозеф Берхтольд, який до цього керував канцелярією. Цей загін і став предтечею в подальшому формуванні СС. Спочатку підрозділ складався всього з восьми чоловік, під командуванням Юліуса Шрека і Берхтольда.
9 листопада 1923 року Штосструппи брав участь у Пивному путчі. За наказом Гітлера, Берхтольд підкотив до входу в пивну «Бюргербройкеллер» кулемет і таким чином забезпечив збройну підтримку путчу. У цей час Гітлер увійшов у приміщення пивний і оголосив, що зовні будівля оточена шістсот збройними бійцями і проголосив початок національної революції. 9 листопада 1923 року, коли гвардійці на чолі з Гітлером рушили до будівлі Військового міністерства, їх зустріла земельна поліція і відкрила вогонь. Берхтольд отримав поранення і потім разом з пораненим Германом Герінгом переховувався в Австрії.

### Кар'єра в СС
У листопаді 1923 року був призначений керуючим справами і командиром загону СА Гау Каринтія, а також в.о. гауляйтера Каринтії.
У 1926 році повернувся до Німеччини. 15 квітня 1926 року Берхтольд став наступником Шрека в якості начальника СС, спеціального елітного відділення партії під контролем СА. Берхтольд змінив назву посади, яка стала відома як рейхсфюрер СС. Будучи одночасно безпосереднім начальником СС і начальником СС Мюнхена, 1 березня 1927 року подав у відставку, висловивши протест проти зростання СА і обмеження зростання СС, передавши управління своєму заступнику Ергарду Гайдену.

### Після СС
У 1928 році був переведений в Мюнхен, де перебував у штабі вищого керівництва СА. У 1933 році став начальником Мюнхенського бюро «Фелькішер Беобахтер». У 1934 році він став постійним заступником головного редактора газети Völkischer Beobachter. У наступні роки він працював в основному як журналіст і пропагандист. У 1928 році Берхтольд заснував газету SA-Mann. Був автором різних нацистських публікацій і співробітником різних журналів.
У 1936 році був обраний членом Рейхстагу від землі Баден.

### Після війни
Після закінчення Другої світової війни в Європі на початку травня 1945 року Берхтольд тимчасово знаходився в ув'язненні у союзників, потім був звільнений. Помер 23 серпня 1962 року.

## Звання
| Звання в СА         | Дата присвоєння  |
| ------------------- | ---------------- |
| Штандартенфюрер СА  | 18 грудня 1931   |
| Оберфюрер СА        | 1 січня 1933     |
| Бригадефюрер СА     | 9 листопада 1934 |
| Группенфюрер СА     | 1 травня 1935    |
| Обергруппенфюрер СА | 30 січня 1942    |

## Нагороди
- Залізний хрест 2-го класу
- Хрест «За військові заслуги» (Баварія) 3-го класу з мечами
- Орден крові (№9; 9 листопада 1933)
- Почесний хрест ветерана війни з мечами (1934)
- Почесна пов'язка СА
- Почесний кут старих бійців
- Золотий партійний знак НСДАП (№750)
- Медаль «За вислугу років у НСДАП» в бронзі, сріблі та золоті (25 років)